# Segundo concilio de Braga
Para otros concilios celebrados en la misma sede, véase Concilios de Braga.

El reino suevo hacia el s. VI.

El segundo concilio de Braga, celebrado en la catedral de Braga el 1 de junio del año 572 en tiempos del rey Miro, reunió a los obispos católicos del reino suevo. Fue el último de los concilios celebrados en el reino suevo, ya que en el año 586 el rey visigodo Leovigildo anexionó al reino visigodo de Toledo los territorios del noroeste peninsular. 
Contó con la participación de todos los prelados de la provincia de Gallaecia, que contaba con dos metrópolitanos (Braga y Lugo) desde que así quedara dispuesto en el concilio de Lugo del 569. Asistieron el metropolitano de Braga Martín, con sus sufragáneos: Remisol de Viseu, Lucecio de Coímbra, Adorico de Egitania, Sardinario de Lamego y Viator de Magneto; y el de Lugo Nitigisio con los suyos: Andrés de Iria, Witimiro de Orense, Polemio de Astorga, Anila de Tuy y Mailoc de Britonia. 
Se promulgaron diez cánones relativos a disciplina eclesiástica, haciendo especial énfasis en combatir la simonía: se dispuso que el obispo estaría obligado a visitar la diócesis sin más recompensa que los dos sueldos inherentes a su cargo, y que no podría exigir nada a cambio de la ordenación de los clérigos, de la consagración de una iglesia, o de la administración del crisma o del bautismo; 
igualmente quedó establecido que no se consagrasen oratorios levantados con ánimo de lucro, que fuera privado del oficio el que dijera misa sin estar en ayunas, y que fuera excomulgado quien acusara a un clérigo y no pudiera demostrar los cargos.
En las actas del concilio se incluyó una recopilación metódica de ochenta y cuatro cánones tomados de los sínodos de los Padres orientales «puestos en orden y reunidos por el obispo Martín»; se pretendía con ello recoger en un solo tratado la legislación canónica conocida hasta la fecha, facilitar su consulta organizándola por materias, separando la relativa a los clérigos y la de los legos, y corregir los errores anteriores de transcripción, traduciendo nuevamente los originales del griego al latín.